# Niederschaeffolsheim
Niederschaeffolsheim (niem. Niederschäffolsheim) – miejscowość i gmina we Francji, w regionie Grand Est, w departamencie Dolny Ren.
Według danych na rok 1990 gminę zamieszkiwało 1267 osób, 203 os./km².